# Vulvovaginitis candidiásica
La vulvovaginitis candidiásica es una enfermedad frecuente en las mujeres causadas por hongos del género Candida.
Este hongo se encuentra habitualmente en distintas cavidades húmedas del cuerpo como lo son la boca, la vagina, el pene o la piel.
Normalmente se encuentra en equilibrio con la flora bacteriana y no presenta síntomas de ningún tipo. Frente a un desequilibrio de dicha flora, una falta o exceso de higiene o una deficiencia en el sistema inmunitario (diabetes, uso de corticoides) se puede disparar una infección.
En los genitales externos femeninos causa picazón, flujo blanco grumoso tipo leche cortada sin olor.
No se considera de transmisión sexual.

## Epidemiología
- El setenta y cinco por ciento de las mujeres experimentarán al menos un episodio de candidiasis en su vida.
- Las tasas de colonización vaginal transitoria y asintomática son altas.
- Rara vez existe un factor desencadenante, aunque el uso actual o reciente de antibióticos, el embarazo debido al aumento de los niveles de estrógenos circulantes, el uso de corticosteroides (inmunosupresión), la diabetes mellitus mal controlada y la inmunodeficiencia a menudo pueden causar un episodio.
- La candidiasis vaginal puede causar candidiasis congénita en recién nacidos.[1]

## Signos clínicos
La paciente se queja de prurito, disuria externa, flujo vaginal blanquecino (lechoso con bultos), dispareunia a nivel de la abertura vaginal. A menudo hay una exacerbación o la aparición de signos antes de la menstruación. Por lo general, no hay un olor molesto. Un fuerte olor a amina (olor a pescado, salmón) con secreción verdosa sugiere vaginosis bacteriana.
En el examen físico, hay un flujo vaginal blanco, abultado y adherente y eritema de la vulva, la vagina o la abertura vaginal.

## Tratamiento
Se trata con antimicóticos como el fluconazol (por vía oral 150 mg por única vez), la nistatina, el clotrimazol o el ketoconazol, estos últimos son de uso externo en cremas u óvulos. El fluconazol no debe ser tomado por mujeres embarazadas.